# L’homme-vertige
L’homme-vertige (englischer Festivaltitel L’homme-vertige: Tales of a City) ist ein französischer Dokumentarfilm unter der Regie von Malaury Eloi Paisley aus dem Jahr 2024. Der Film feierte im Februar 2024 auf der Berlinale seine Weltpremiere in der Sektion Berlinale Forum.

## Handlung
Der Film erzählt die Metamorphose einer Stadt: Einst war Chancy, ein Stadtteil von Pointe-à-Pitre, ein Viertel der Werktätigen im wirtschaftlichen Zentrum des Archipels Guadeloupe. Heute reißt die Abbruchfirma Avenir Déconstruction (Deutsch: Zukunft (durch) Zerstörung) Wohnblöcke und ganze Straßenzüge ab, die nicht mehr zu sanieren sind. Die ehemaligen Bewohnerinnen und Bewohner irren Tag und Nacht durch die leeren Straßen der Geisterstadt, sie drehen sich im Kreis, erleben Angst, Verwirrung und fühlen sich wie im Schwindel. Wie auf einer Pilgerreise taumeln sie zu den immer gleichen Orten zurück.
In nächtlichen Begegnungen und Gesprächen sucht die Regisseurin nach dem, was sich dem Tempo der Veränderung widersetzt: Sie spricht mit dem lungenkranken ehemaligen Unabhängigkeitskämpfer Ti Chal über seine Erinnerungen. Der Fischschupper Kampèch, früher Arbeiter am Darse, kehrt heute dorthin zurück und bietet weiterhin seine Dienste an. Priscilla lebt im Crack-Rausch, Eddi hat starke Stimmungsschwankungen. Der gut gekleidete Erik rezitiert Texte von Joël Beuze und Amílcar Cabral und versucht so, dem Abstieg und der Verwahrlosung zu entkommen. Sie versuchen auf unterschiedliche Weise, ihre Lebenssituation am Rande des Abgrunds zu bewältigen. In ihrem Taumel sieht die Regisseurin den Taumel unserer Gesellschaft.

## Produktion

### Filmstab
Regie führte die aus Guadeloupe stammende Künstlerin Malaury Eloi Paisley, von der auch das Drehbuch stammt. Es ist ihr erster Spielfilm. Die Kameraführung lag in den Händen von Malaury Eloi-Paisley, Victor Zebo und Wally Fall, für den Filmschnitt war Marie Bottois verantwortlich.

### Produktion und Förderungen
Die Arbeit am Film dauerte acht Jahre. Produktionsfirma war Athénaïse, koproduziert hat Lyon Capitale TV. Förderungen kamen vom Centre national du cinéma et de l’image animée, der Region Guadeloupe und SACEM.

### Dreharbeiten und Veröffentlichung
Der Film feierte im Februar 2024 auf der Berlinale seine Weltpremiere in der Sektion Berlinale Forum.

## Rezeption
Lida Bach vergab auf moviebreak.de sechs von zehn Punkten. Sie bescheinigte der Regisseurin ein „feine[s] Gespür für suggestive Szenarien“ und einen „eigenwilligen und bestechenden Ansatz“. Doch L’homme-vertige sei „schwer zugänglich“. Der Film verliere sich immer wieder „im Taumel seiner Eindrücke“, erziele jedoch gerade dadurch eine Nachwirkung beim Publikum. Leonard Krähmer lobte auf critic.de die „bewundernswerte Arbeitsweise der Regisseurin“ und hob ebenfalls deren Feinfühligkeit hervor. Sie habe „einen auf gegenseitigem Vertrauen basierenden Weg gefunden, das Leid von echten Menschen – und ihre Suche nach Heilung – filmisch zu bezeugen, ohne dass der Kamerablick die kolonialen Ausbeutungsverhältnisse reproduzier[e]“.

## Auszeichnungen und Nominierungen
- 2024: Internationale Filmfestspiele Berlin
  - Nominierung für den Berlinale Dokumentarfilmpreis[9]